# Tatiana Huezo Sánchez
Tatiana Huezo Sánchez (San Salvador, 9 de gener de 1972) és una directora de cinema de nacionalitat mexicana i salvadorenca, resident en Mèxic. La seva primera pel·lícula, El lugar más pequeño (2011) un documental sobre la guerra civil en El Salvador ha estat premiada internacionalment. En 2016 va estrenar Tempestad, a història de dues dones que s'enfronten a la impunitat de la justícia i la violència a Mèxic, que va rebre el Premi Fènix de cinema iberoamericà en documental 2016.

## Trajectòria
Nascuda a El Salvador, viu des dels quatre anys a Mèxic. Es va graduar al Centro de Capacitación Cinematográfica (CCC), on hi ha impartit classes. En 2004 va realitzar un màster en documental de creació a la Universitat Pompeu Fabra.
El 1997 va rodar el curt Tiempo cáustico. La seva opera prima va ser El lugar más pequeño estrenada el 2011, testimoniatge de l'experiència de la guerra civil a El Salvador pel qual ha rebut nombrosos guardons i que ha estat exhibida en més de cinquanta festivals de tot el món.
En 2015 va presentar Ausencias, un curtmetratge de 27 minuts on relata el dolor de Lulu, una mare que perd al seu espòs i el seu fill, desapareguts a causa del crim organitzat.
En els seus treballs ha retratat la impunitat de les persones davant la justícia i les institucions humanitzant a les víctimes, "contra el vòmit de xifres, imatges i discursos que invisibilitzen a les víctimes convertint-les en números, em sembla fonamental tornar als rostres, al gest íntim, a la seva història i complexitat; tornar a les persones, als seus somnis, dolors i esperances. Potser llavors des d'allí podem tornar a l'empatia. A la capacitat de commoure'ns" assenyala Huezo sobre el seu treball a Tempestad.
A Tempestad, que va rebre el Premi Fènix del cinema iberoamericà 2016 com a millor documental narra la historia real de les mexicanes Miryam Carvajal que va passar gairebé un any empresonada a la presó de Matamoros acusada per un delicte de tràfic de persones per un delicte que no va cometre i Aldela Alvarado, que busca a la seva filla desapareguda. "Lo que ocurre en México está cerca de la guerra civil que se desarrolla en América central" explica Huezo. "Los mecanismos de terror (en el Salvador) son muy similares a los que actualmente ocurre en México.(...) Hemos comenzado a ver cadáveres sin cabeza, el desarrollo del feminicidio en la frontera con Estados Unidos (...) Desgraciadamente en América Latina encontramos una corrupción generalizada, y la impunidad continúa ejerciéndose sobre la base de la profunda desigualdad económica entre las personas".

## Premis
Per El lugar más pequeño
- Òpera Prima Documental (2009)
- Beca Gucci-Ambulant (2010)
- Millor Llargmetratge Documental en la LIV lliurament del Premi Ariel de l'Acadèmia Mexicana d'Arts i Ciències Cinematogràfiques,  Mèxic (2011)
- Premi FIPRESCI, Esment Especial en el Festival Internacional de Cinema de Mar del Plata (2011)
- Més ben documental del Festival Internacional de Cinema Independent de Cosquín,  Argentina (2012)
- Premi al Millor Llargmetratge del Festival Visions Du Réel a  Suïssa (2012)
- Esment especial del XXVII International Documentary Film Festival de Múnic (DOKFEST MUNIC),  Alemanya (2012)
- Primer premi del Festival de la Pau del XXVII Festival de Cinema Independent a Osnabrück,  Alemanya (2012)
- Premi Ràdio exterior d'Espanya del Palmarès XVIII de la Mostra de Cinema Llatinoamericà de Catalunya,  Espanya (2012)
- Premi Corazón per Millor documental a The 19th Annual Sant Diego Latino Film Festival,  Estats Units (2012)

Per "Tempestad"
- Premis Fenix (2016)
- Ariel a millor direcció (2016)

## Filmografia
- Tiempo cáustico (1997) Curt 10'. Direcció
- El ombligo del mundo (2001) 30'. Direcció i guió
- El lugar más pequeño (2011) Documental. 100' Direcció
- Ausencias (2015) Curtmetratge. 27' Direcció
- Tempestad (2016) Documental. 1h 45'. Direcció i guió
- Noche de fuego (2021) Llargmetratge. Direcció
- El eco (2023). Llargmetratge, direcció i guió